# Tělesná teplota

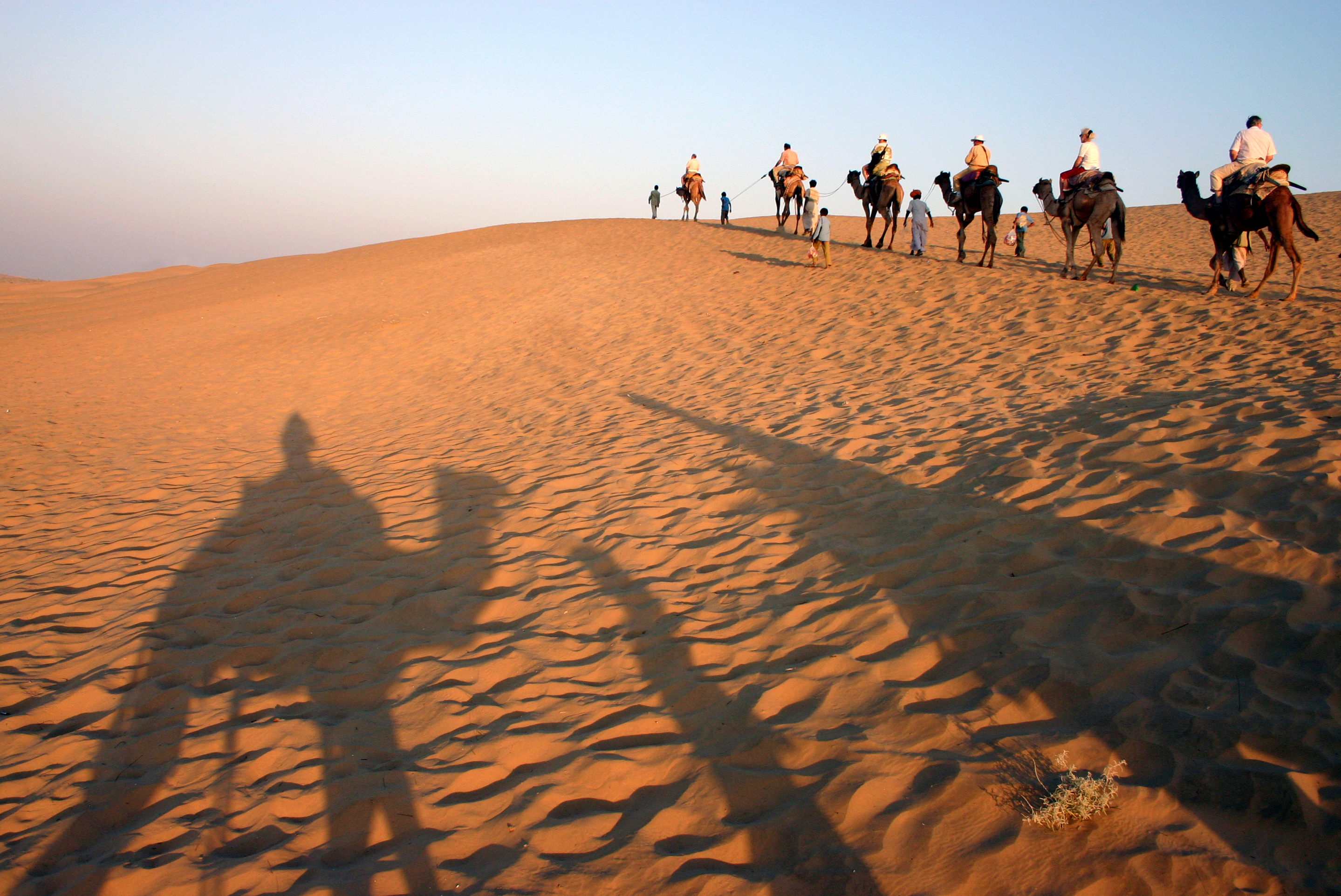
Velbloudi na Thárské poušti

Tělesná teplota je označení pro přirozenou teplotu daného organismu při obvyklém fungování organismu.

## Tělesná teplota u živočichů
Každý živočišný druh má tělesnou teplotu jinou. Tělesná teplota závisí na tělesné stavbě, metabolismu, životním prostředí a dalších faktorech. Termoregulace živočichů umožňuje, aby tělesná teplota byla nezávislá na počasí, ale vlivem rychlých klimatických změn může snadno poklesnout či stoupnout nad běžnou hranici.

### Zvýšení tělesné teploty u živočichů
Při překročení horní meze teploty dochází k přehřátí organismu. Jednotlivé živočišné druhy se proti riziku přehřátí přizpůsobily, např. dlouhými končetinami či chladicím ústrojím. Dlouhodobým teplotním změnám (sezónním) s vysokými nepříznivými teplotami se některé živočišné druhy přizpůsobily tzv. letním spánkem. Krátkodobým teplotním změnám (denním) se přizpůsobily např. adaptací na noční život, strategií přebývání na stinných místech, pod zemí atp.

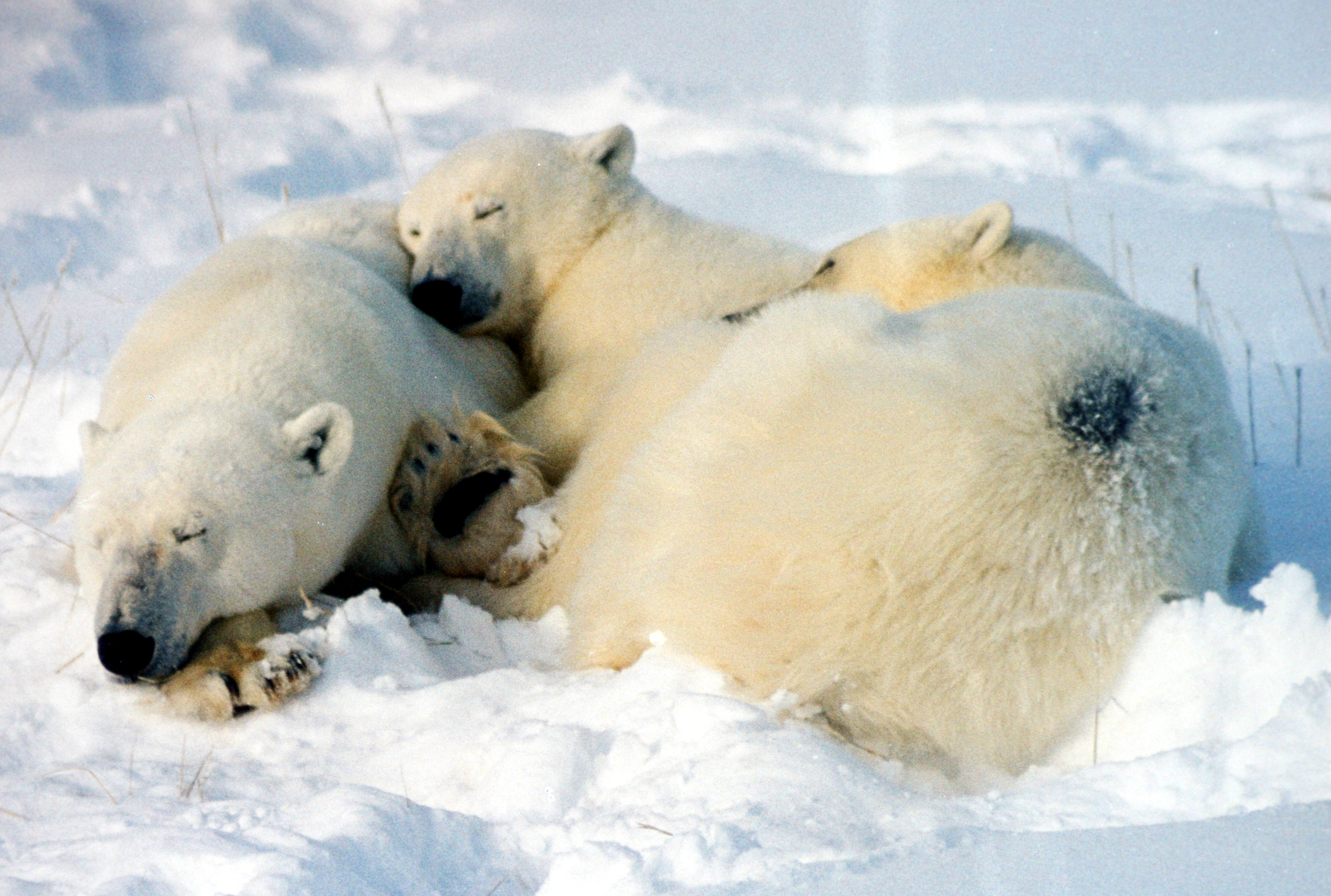
Spící lední medvědi

### Snížení tělesné teploty u živočichů
Pokud teplota klesne pod jistou mez, dochází k podchlazení organismu a nesprávnému fungování, které může vést až ke smrti jedince. Těla teplokrevných živočichů mají mechanismy k samoregulaci teploty (v rámci určitých možností). Do malé vzdálenosti (několik mm) od povrchu těla se vytváří mikrovrstva vzduchu zahřátého teplem těla. Ta však může působením větru zmizet. Teplo vyrobené tělem se ztrácí i běžným dýcháním, odpařováním potu nebo tepelnou vodivostí při kontaktu s jiným prostředím, a to mnohonásobně, např. půda 3×, voda 27×, kov ~ 100× rychleji a snadněji, než je-li médiem vzduch. Vítr a vlhkost vzduchu také ovlivňují pocitovou teplotu.. Protože jsou receptory teploty umístěny v kůži, pociťují lidé s tlustší podkožní tukovou vrstvou (např. ženy) teplotu jako nižší; receptory jsou více tepelně izolovány od zdroje tepla, kterým je v chladu teplokrevný organismus.
Proti podchlazení se živočichové v oblastech s výskytem nízkých teplot přizpůsobili např. kožními deriváty (srstí, chlupy, vlasy), které  zmíněnou mikrovrstvu ohřátého vzduchu podporují udržovat, nebo vrstvou podkožního tuku (tepelná vodivost lidské pokožky či tuku je zhruba poloviční oproti jiným tkáním s vodou), který jim slouží mj. i jako „zásobárna energie“. Dlouhodobým teplotním (sezónním) změnám s nepříznivými teplotami se některé živočišné druhy přizpůsobují zimním spánkem.

## Tělesná teplota u člověka
Průměrná tělesná teplota na povrchu těla člověka se pohybuje v rozmezí od 35,8 °C do 37 °C. Taková tělesná teplota zaručuje správné fungování všech tělesných orgánů a reakcí, které v nich probíhají. Z medicínského hlediska se za podchlazení u člověka považuje nechtěný pokles teploty tělesného jádra pod 35 °C. Normální teplota tělesného jádra je do 38 °C. Jisté části mozku zdravého člověka mají i přes 40 °C. Stupeň Fahrenheita vycházel z normální tělesné teploty člověka. Ovšem normální teplota se snižuje s věkem člověka a také historicky při snižování nemocnosti.

### Historie a vývoj poznatků o normální tělesné teplotě
Dlouhodobě přijímaná hodnota „normální“ tělesné teploty 37 °C pochází z poloviny 19. století. Jako první ji zavedl německý lékař Carl Reinhold August Wunderlich, který provedl rozsáhlou studii na přibližně milionu lidí a jako průměrnou hodnotu určil právě 37 °C. Tato hodnota byla po více než století považována za standard. V současnosti však výzkumy ukazují, že průměrná tělesná teplota u zdravých dospělých jedinců je mírně nižší – kolem 36,6 °C – a navíc kolísá v závislosti na věku, pohlaví, denní době a dalších faktorech.

### Rozdíly v tělesné teplotě podle pohlaví
U mužů a žen existují rozdíly v tělesné teplotě, které souvisejí především s hormonální regulací. Ženy mají obecně o něco vyšší tělesnou teplotu než muži, v průměru přibližně o 0,4 °C. Tato hodnota se však může v průběhu menstruačního cyklu proměňovat. Nejvyšší tělesné teploty ženy dosahují v období ovulace a po ní, kdy vlivem zvýšené hladiny hormonů – především progesteronu – dochází k termoregulačním změnám. Tato fáze cyklu zároveň odpovídá období zvýšené tolerance imunitního systému, což má biologické opodstatnění ve fázi potenciálního početí.

### Rozdíly v tělesné teplotě podle části těla
Tělesná teplota není ve všech částech lidského těla stejná. Nejvyšších hodnot dosahuje v oblastech, kde dochází k nejintenzivnějším metabolickým procesům – například v mozku nebo v jádru jater. Některé části mozku zdravého člověka mohou dosahovat teploty i přes 40 °C, zatímco například kůže končetin může být výrazně chladnější, zejména v chladném prostředí. Tato teplotní variabilita je způsobena rozdílnou metabolickou aktivitou, prokrvením a schopností jednotlivých částí těla uchovávat nebo naopak uvolňovat teplo.

### Denní a individuální kolísání teploty
Tělesná teplota přirozeně kolísá během dne v závislosti na cirkadiánních rytmech. Nejnižší teplota bývá obvykle zaznamenána brzy ráno, zatímco nejvyšší hodnoty dosahuje odpoledne až večer. Kromě denního rytmu je teplota ovlivněna i fyzickou aktivitou, příjmem potravy, stresem či emocionálními podněty. U obézních jedinců nebo lidí se sníženou fyzickou aktivitou může být tělesná teplota mírně odlišná než u zdravých, štíhlých osob.

### Zvýšení tělesné teploty
Pokud lidská tělesná teplota (měřená na povrchu) překročí 37 °C, může se jednat o přehřátí organismu či o obrannou reakci imunitního systému na infekci organismu. V tomto případě se nedoporučuje srážet teplotu, jelikož zvýšení teploty je prostředek, jak lidské tělo podporuje produkci látek na ochranu těla. Srážení teploty by se mělo provádět až po překročení teploty 38 °C, a to buď studenými zábaly, nebo medikamenty určenými ke srážení teploty. Při nadměrném pobytu na slunci v teplých dnech a bez pokrývky hlavy může kromě přehřátí (hypertermie) dojít i k úžehu či úpalu. Lidské tělo na zvýšenou okolní teplotu reaguje a tělesnou teplotu reguluje, a to zvýšeným pocením, které odpařováním z povrchu těla chladí organismus.

### Snížení tělesné teploty

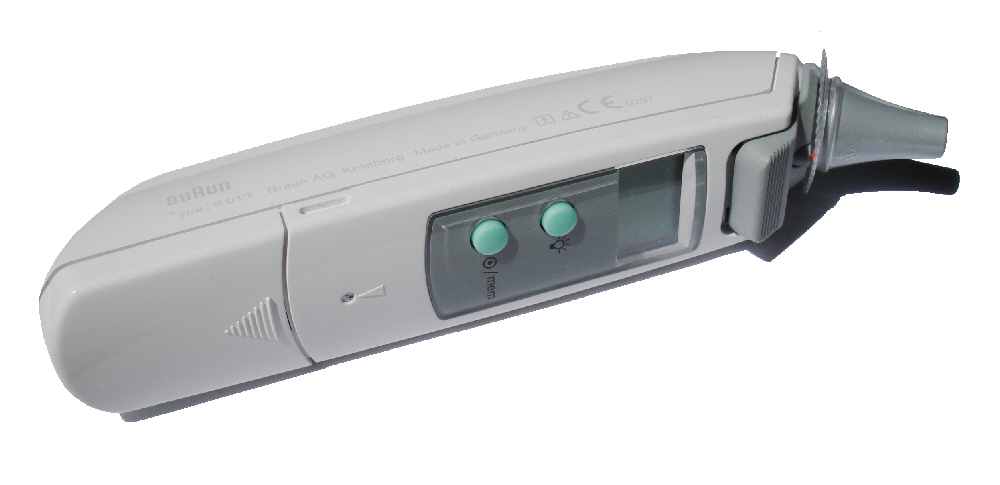
Přístroj na měření teploty v uchu

Rozeznáváme snížení tělesné teploty léčebné a nechtěné. Léčebné se užívá ve vážných situacích, kdy je nutno utlumit metabolizmus mozku tak, aby při snížené dodávce kyslíku bylo omezeno jeho poškození (operace srdce, náhlá zástava oběhu). Nechtěný pokles tělesné teploty je definován dosažením hodnoty 35,5 °C, kdy nastupuje svalový třes zvyšující teplotu. Dochází k tomu dosti rychle při traumatickém šoku (poranění, při kterém je těžce omezen průtok krve tkáněmi, nejčastěji kvůli krevní ztrátě). Rychlost závisí na fyzikálních podmínkách v okolí, ale u nás (v mírném podnebném pásu) může hrozit celoročně a významně v chladných obdobích roku. Podchlazení hrozí dále lidem s poruchou vyšší nervové činnosti, kteří nejsou schopni ukrýt se před chladem. Ohroženi jsou i lidé nevhodně oblečení a vystavení nepříznivým podmínkám při rekreační i sportovní činnosti, kteří se nemají kde ukrýt. Samostatnou kapitolu je zavalení lavinou a tonutí v chladných vodách, kdy člověk rychle ztrácí schopnost účelně reagovat. Smrt při tomto typu podchlazení nastává zástavou oběhu. Záchrana a léčba spočívá v ohřátí tělesného jádra na specializovaném pracovišti (kardiochirurgie, ARO). První pomoc spočívá v resuscitaci oběhu stlačováním hrudníku a v dýchání z úst do úst po celou dobu transportu, pokud postižený jeví známky zástavy oběhu (nemá dechovou aktivitu, nepohybuje se a je v bezvědomí).

### Měření tělesné teploty
Teplota se nejčastěji měří teploměrem umístěným do podpaží nebo do úst. Nemluvňatům se zjišťuje pomocí infračerveného senzoru nebo klasickou metodou zasunutím konvenčního teploměru do konečníku. Pokud je nutné měřit teplotu tělesného jádra, používají se sondy jako součást močového katetru (měří se teplota v močovém měchýři) nebo sondy jícnové. Blízko teplotě tělesného jádra má být také teplota ušního bubínku, ale její měření je poněkud komplikované. Doporučuje se změřit několikrát s různým úhlem teploměru ve zvukovodu a uvažovat nejvyšší naměřenou teplotu.